# Платон из Тиволи
Платон из Тиволи (лат. Plato Tiburtinus, XII в.) — итальянский математик, астроном и переводчик, родился в Тиволи, большую часть жизни прожил в Барселоне. Более всего известен своими переводами научных текстов с иврита и арабского языка на латынь. Был первым, кто перевёл информацию об астролябии с арабского языка.
Платон из Тиволи в 1136 году перевёл «Книгу рождения» авторства Абу Али аль-Хаят с арабского языка на латынь. Также в 1138 году он перевёл с арабского на латынь «Четверокнижие» Клавдия Птолемея.